# Georg Schider
Georg Schider (14. dubna 1840 Sankt Martin bei Lofer – 19. prosince 1914 Saalfelden) byl rakouský statkář a politik německé národnosti ze Salcburska, na konci 19. století poslanec Říšské rady.

## Biografie
Vystudoval národní školu. Od roku 1860 sloužil v rakouské armádě. V roce 1866 se účastnil tažení rakouské armády v Itálii. Potom se věnoval správě svých statků, v posledním čtvrtstoletí svého života vlastnil statek Laböckbauer v Ramseidenu v Saalfeldenu. Zaměřoval se na chov koní. Byl dlouhodobě členem výboru zemské zemědělské společnosti v Salcbursku. V domovské obci zasedal po řadu let v obecním výboru a od roku 1897 do roku 1900 byl jejím starostou. Byl členem místní školní rady a působil jako místní školský inspektor. Bylo mu uděleno čestné občanství. Získal Zlatý záslužný kříž.
Byl poslancem Říšské rady (celostátního parlamentu Předlitavska), kam usedl ve volbách roku 1891 za kurii velkostatkářskou v Salcbursku. Ve volebním období 1891–1897 se uvádí jako Georg Schider, statkář, bytem Saalfelden.
V roce 1891 se na Říšské radě uvádí jako klerikální kandidát. Nepatřil ale k žádnému poslaneckému klubu. V roce 1895 se uvádí jako divoký (nezařazený) poslanec. Byl řazen mezi německé konzervativce.
Zemřel po dlouhé nemoci v prosinci 1914.